# Повстанські загони добропільських рудників
Червона гвардія добропільських рудників — військове формування при революційному комітеті добропільських рудників у 1917-1918 рр.

## Історія
Після жовтневого перевороту у Петрограді, більшовики спробували захопити владу в Святогорівській волості Бахмутського повіту Катеринославської губернії. Ними був створений революційний комітет (ревком). Збройною силою заколотників мав стати загін Червоної гвардії.  
Були створені червоногвардійські загони чисельністю 150 і 350 чоловік. Командирами були: В.Х. Татарин, О.Д. Гриняк, комісарами - І.О. Андрюханов,  Н.У. Булавін. 
31 грудня 1917 року більшовики за допомогою червоногвардійців встановили контроль над виробництвом на Ерастівському та Святогорівському рудниках Російсько-бельгійського акціонерного товариства Ерастовських кам'яновугільних копалень Р. та Г. Бродських, внаслідок чого видобуток вугілля різко скоротився.
21 квітня 1918 рудники були зайняті українськими та австро-німецькими військами, у волості відновлено владу УНР. Загін припинив свою діяльність.
Восени 1918 року колишнього командира загону, Василя Татарина, заарештувала Державна варта за незаконне зберігання зброї[джерело?].

## Протигетьманське повстання
14 листопада 1918 р. Директорія підняла антигетьманське повстання. Колишні червоногвардійці на чолі із Р. Трембою та В. Татарином брали участь у роззброєнні Державної Варти на станції Гришине, під час чого був убитий урядник Царевський.
У січні 1919 року добропільський загін, що налічував понад 70 бійців, влився у 75-й радянський полк, що розміщувався у Павлограді[джерело?].

## Відомі командири
Фельдфебелів Іван Павлович — більшовик, командир партизанського загону добропільських рудників (1917–1918 роки).